# Паровий трактор

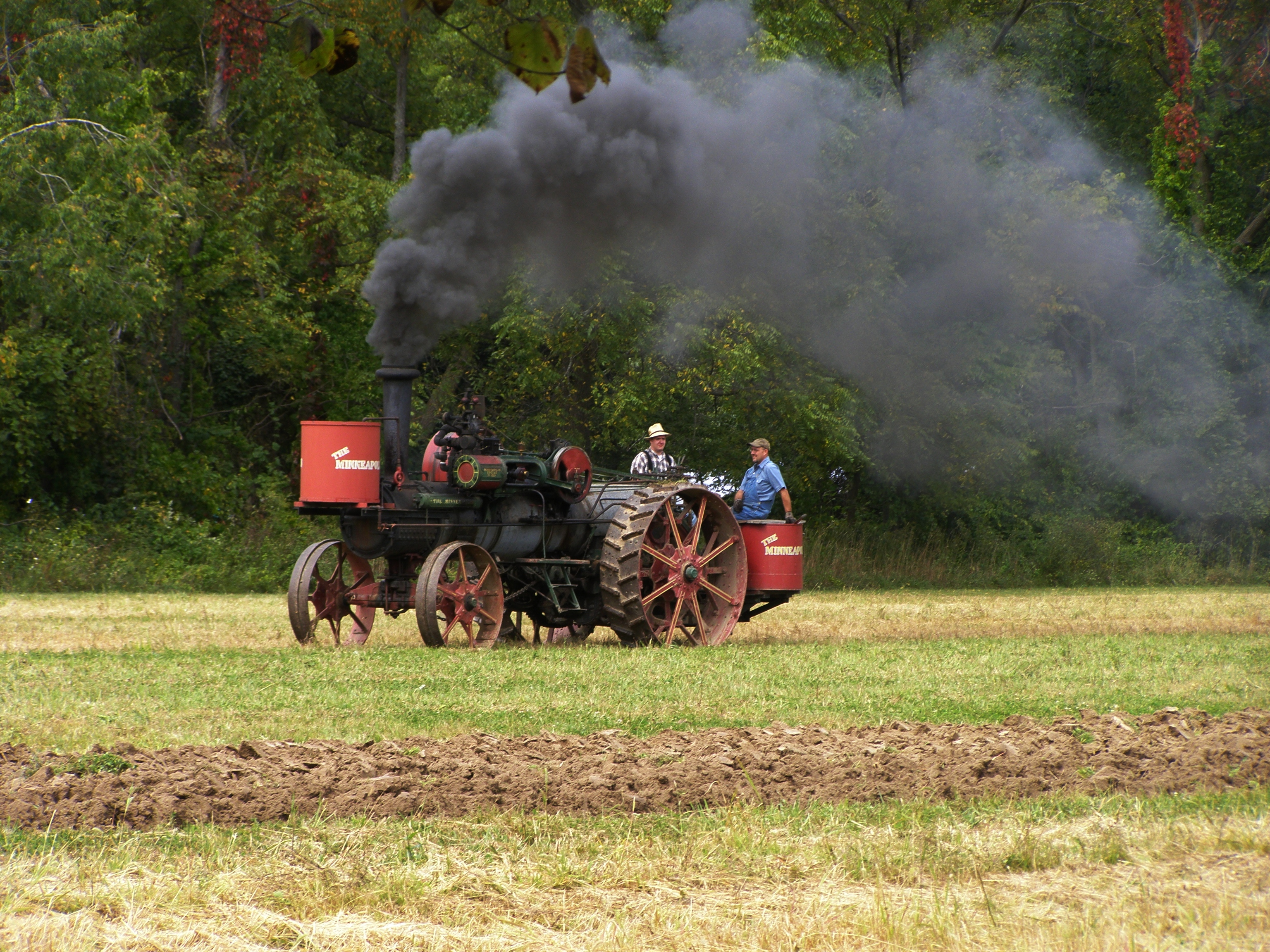

Паровий трактор  — трактор або тягач, що використовує як силову установку паровий двигун (тепловий двигун зовнішнього згоряння). Такі трактори активно виробляли й використовували в першій половині XX століття, але через низьку ефективність примітивних конструкцій парового двигуна того часу їх швидко витіснили ефективніші двигуни внутрішнього згоряння. Цьому також сприяв початок епохи дешевого бензину по завершенню Другої світової війни.

## Класифікація конструкцій парових тракторів і тягачів

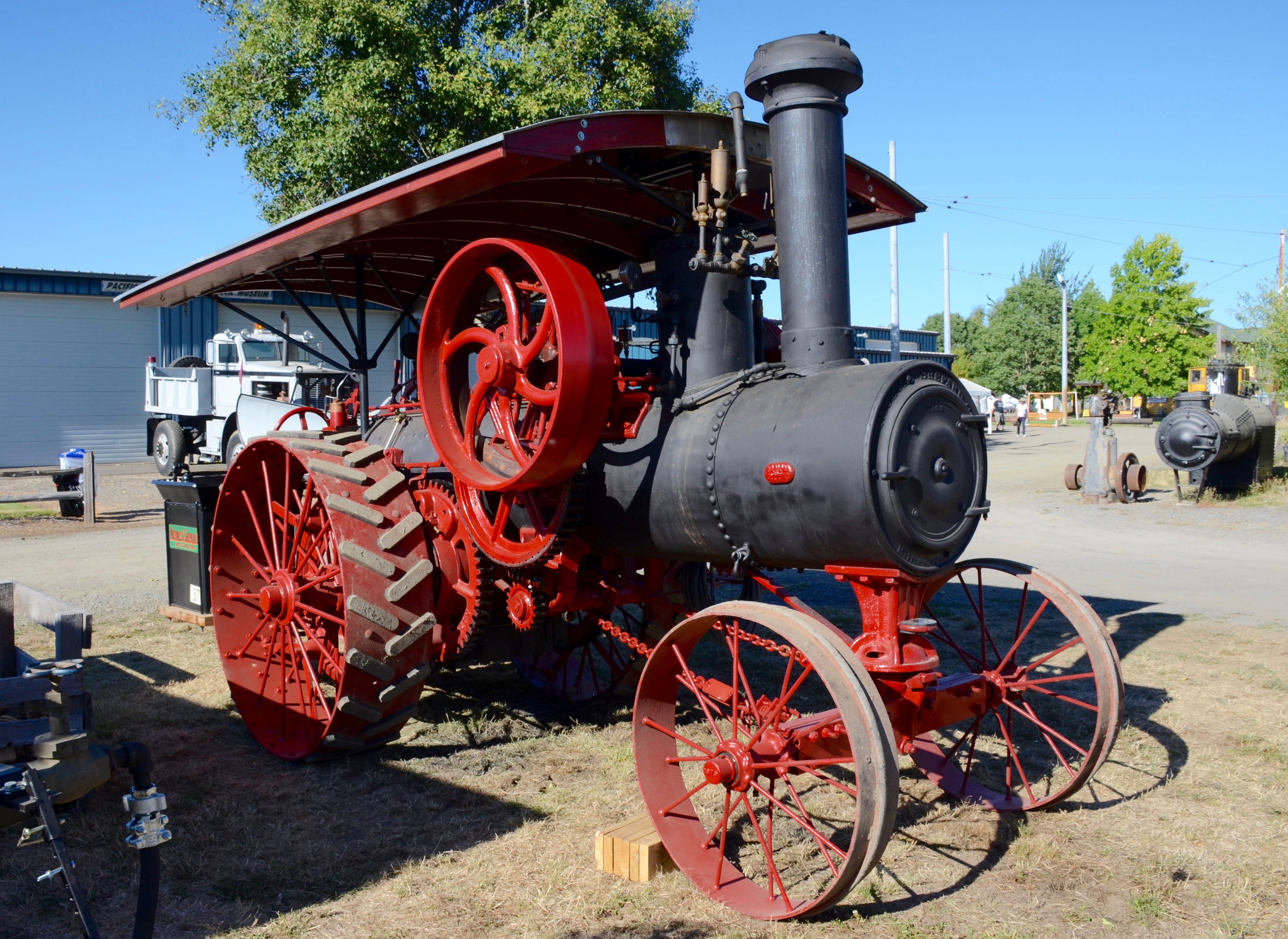

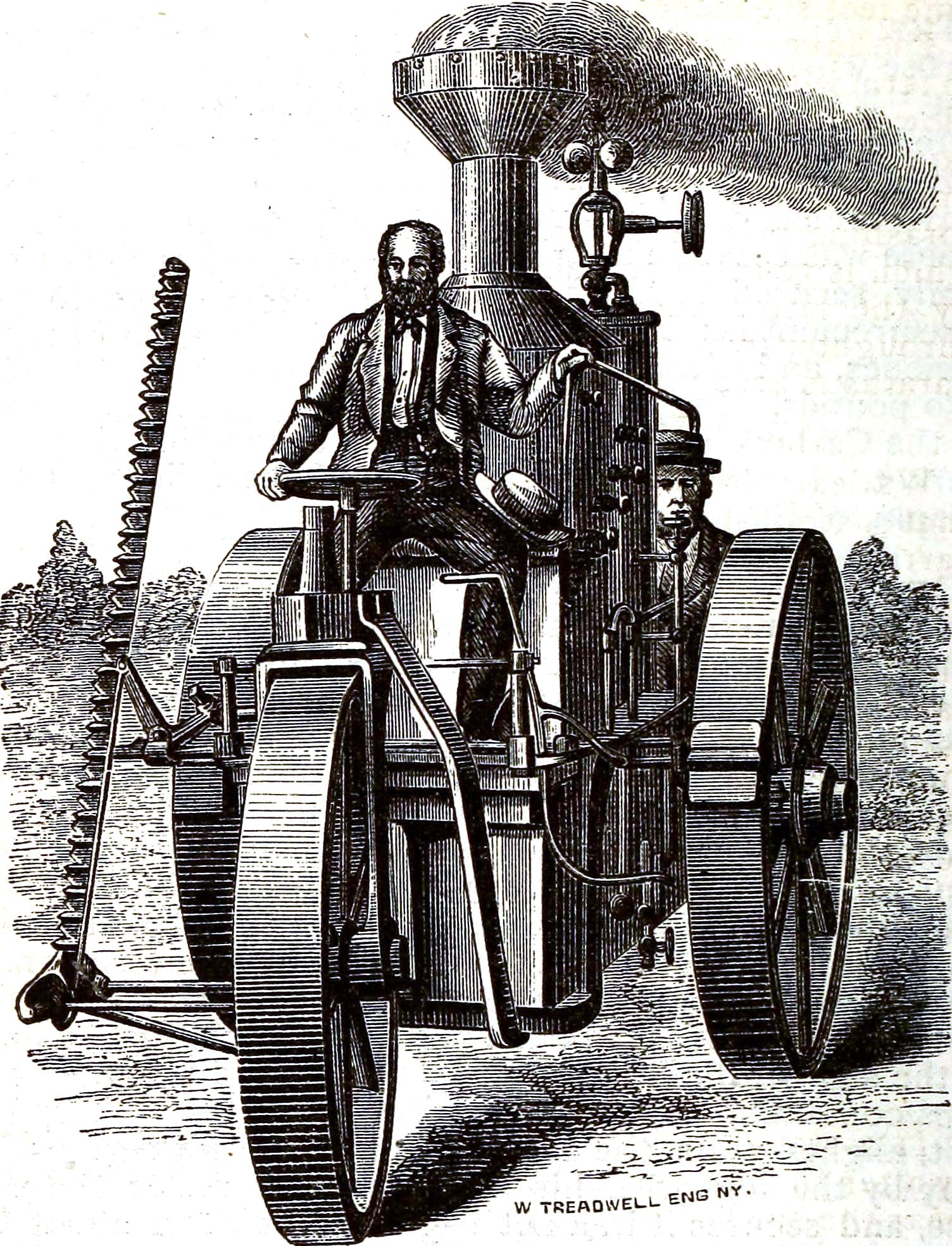
Паровий трактор типу «undertype».

Трактори створювалися в багатьох країнах Європи і в США, вони вироблялися в безлічі конструкцій та компонувань. Умовно всі конструкції можна розділити на 2 типи:

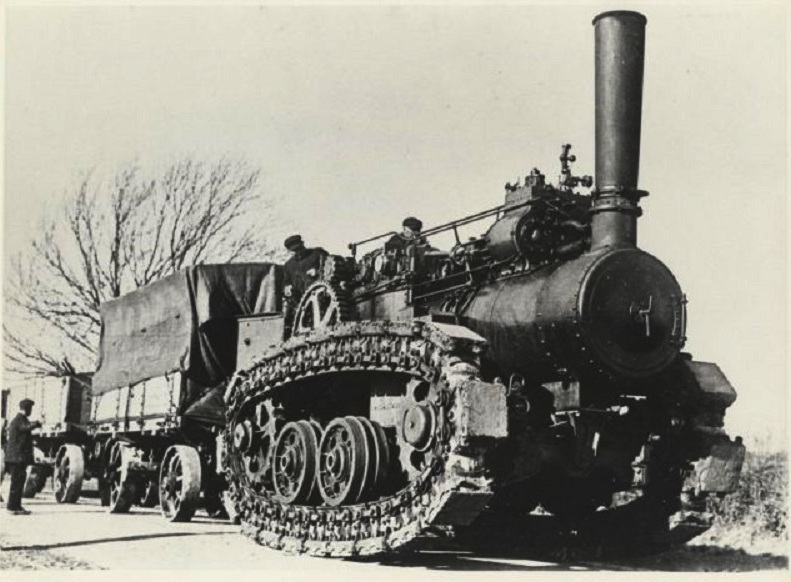
Паровий трактор типу «overtype».

- «overtype» — «високий тип», двигун у якому розташований безпосередньо зверху на котлі. Такий котел має конструкцію паровозного (локомобільного) типу, тобто жаротрубно-димозгарний.

- «undertype» — «низький тип», двигун розташований десь на рамі трактора або автомобіля, тобто паровий двигун стоїть окремо від котла.

При цьому конструкція котла може бути різною: як «об'ємного наповнення» — котлом водотрубним, так і жаротрубно-димозгарним, або навіть прямоточним котлом, типу «Серполе».
Компонування «overtype» використовувалося винятково в масивних тракторах — тягачах, які були вкрай важкими і громіздкими, що визначалося конструкцією їхнього котла паровозного типу, а також низькими параметрами пари, які такі котли могли розвивати. Котли паровозного типу працювали на тиску пари не більше 12-14 атм і діяли виключно на викид «зім'ятої» пари в атмосферу. Тобто в них не застосовували конденсаторів.
Компонування «undertype» застосовувалося в багатьох різних варіантах: як для різних тракторів-тягачів, так і для різних автомобілів. У цьому випадку використовувалися котли різного компонування, зокрема й на рідкому паливі — від гасу до мазуту. Технічно найдосконаліші моделі котлів у таких автомобілях і тракторах створювали тиск пари 100 атм, що забезпечувало достатньо високу економічність і значну потужність паросилових установок. Наприклад, на тиску до 100 атм працював мотор німецької парової вантажівки фірми «Henschel», за температури перегрітої пари 450 °С.

## Парові трактори європейських виробників 1920-х і 1930-х
Найактивніше парові трактори випускали:
— в Англії фірми Sentinel, Foden, Atkinson, Robey, Garret,
— у Франції Excho,
— у Німеччині Henschel, Lanz, Borsig,
— у США Bryan Harvester, Dilling, і Stenly.

## Радянський паровий трактор ПТ-52
В СРСР на початку 1950-х років створено унікальні дослідні зразки парового транспорту. Це паровий трактор ПТ-54 (на базі дизельного трактора ДТ-54), який працював на вугіллі. Використання парового двигуна дало змогу прибрати з конструкції трактора муфту зчеплення, коробку передач, карданну передачу і конічну пару. Видалення цих вузлів і агрегатів компенсувала поява важкого парового котла й бункера з вугіллям, тому паровий трактор виявився лише трохи важчим за свого дизельного донора, зате в нього майже на 30 % зріс крутний момент і тягове зусилля. Паливний бункер уміщував 400 кг вугілля, що забезпечувало 3,5 години безперервної роботи при максимальному навантаженні.